# فاطمة جالير
فاطمة جالير (بالفرنسية: Fatima Gallaire) (7 أغسطس 1944 – 15 سبتمبر 2020م) هي كاتبة مسرحية ومؤلفة قصص قصيرة فرنسية-جزائرية، تستخدم اللغة الفرنسية في كتاباتها.

## السيرة الذاتية
ولدت جالير في السابع من أغسطس 1944 باسم فاطمة بوريجا في الحروش بشمال شرق الجزائر. ودرست الأدب الفرنسي بجامعة الجزائر في الفترة ما بين (67-1963) ثم انتقلت إلى باريس حيث درست السينما بجامعة باريس فانسين-سان دوني،  حتى عام 1970.
عملت جالير في السينما الجزائرية لمدة ثلاث سنوات ثم عادت إلى باريس عام 1975 حيث حازت على شهادة في الدراسات السينمائية من جامعة باريس 8 سان فانسين عام 1980. وفي العام التالي تزوجت من رجل فرنسي أصبحت تتخذ اسم عائلته في كتاباتها.
في 1981، أنجبت توأمًا أحدهما ذكر والثانية أنثى. وفي 1985، بدأت كتابة مسرحية"Ah vous êtes venus" «لقد عدت» التي أعيدت تسميتها فيما بعد "Princesses" «أميرات»، والتي عرضت بمسرح إسايّون في باريس في فبراير 1986.
في 1991، ألفت جالير أول رواية لها وهي"Le Mendigot" «المتسول».
وألفت أكثر من عشرين مسرحية تم ترجمة العديد منها وعرضها بالأنجليزية، والإيطالية، والألمانية، والأسبانية، والأوزبكية؛ من بينها «أميرات» "Princesses" التي ترجمت إلى «لقد عدت» "You have come back" و«الضرائر» "Les Co-épouses" التي ترجمت إلى «بيت الزوجات» "The House of Wives".

## أعمالها المترجمة إلى الإنجليزية
- "Ah vous êtes venus" «لقد عدت» أو"Princesses" «أميرات»، من كتاب«مسرحيات امرأة: مختارات دولية» لفرنسواز كوريليسكى وكاترين تيمرسون. إصدار مرجع مسرح أوبو، 1988.
- "Madame Bertin's Testimony" "شهادة السيدة برتين"أو"Témoignage contre un homme stérile" "شهادة ضد رجل عاقر" من كتاب "مونولوجات: عروض مسرحية من مارتينيك، فرنسا، الجزائر، كيبيك. إصدار مرجع مسرح أوبو، نيويورك،1995.
- «الضرائر» "Les Co-épouses" أو «بيت الزوجات» "The House of Wives" من كتاب «أربعة مسرحيات من شمال أفريقيا» لمارڤين كارلسون، إصدار مركز نشر مسرح مارتن إلي سيجل، نيويورك، 2008.

## الجوائز
فازت جالير بعدة جوائز من بينها؛ «جائزة أرليتي» (1990) و«جائزة كاتب ياسين ومالك حداد» (1993) وجائزة «أميك» من الأكاديمية الفرنسية (1994) عن مجموع أعمالها المسرحية.

## وصلات خارجية
- الموقع الرسمي لفاطمة جالير(بالفرنسية)